# Phalaris (álbum)
Phalaris  (estilizado em maiúsculas como PHALARIS) é o sétimo álbum de estúdio da banda japonesa de metal Dir en grey, lançado em 15 de junho de 2022 pela Firewall Div., inspirado pelo instrumento de tortura touro de bronze criado pelo tirano grego Fálaris.

## Recepção
Alcançou a quinta posição na Oricon Albums Chart, vendeu 18,962 cópias na primeira semana e permaneceu na parada por 6 semanas.
Seike Sakino e Yasu do portal Gekirock classificaram Phalaris como o melhor álbum de 2022.

## Faixas
Edição regular
| N.º            | Título                                       | Duração |  |
| 1.             | "Schadenfreude"                              | 9:58    |  |
| 2.             | "Oboro (朧)"                                 | 3:59    |  |
| 3.             | "The Perfume of Sins"                        | 4:18    |  |
| 4.             | "13"                                         | 3:42    |  |
| 5.             | "Utsutsu, Bouga wo Kurau (現、忘我を喰らう)" | 3:30    |  |
| 6.             | "Ochita Koto no Aru Sora (落ちた事のある空)" | 3:19    |  |
| 7.             | "Mouai ni Shosu (盲愛に処す)"                | 2:51    |  |
| 8.             | "Hibiki (響)"                                | 3:58    |  |
| 9.             | "Eddie"                                      | 2:52    |  |
| 10.            | "Otogi (御伽)"                               | 6:03    |  |
| 11.            | "Kamuy (カムイ)"                             | 9:11    |  |
| Duração total: | Duração total:                               | 53:45   |  |

Faixas bônus de edição limitada
| N.º | Título                  | Duração |  |
| 1.  | "mazohyst of decadence" | 9:58    |  |
| 2.  | "ain't afraid to die"   | 3:59    |  |

## Ficha técnica

### Dir en grey
- Kyo (京) – vocais
- Kaoru (薫) – guitarra
- Die – guitarra
- Toshiya – baixo
- Shinya – bateria